# Сонсонате (департамент)
Сонсонате (ісп. Sonsonate) - один з 14 департаментів Сальвадору. 
Знаходиться в західній частині країни. Межує з департаментами Ауачапан, Санта-Ана, Ла-Лібертад. З півдня омивається Тихим океаном. 
Утворений 12 червня 1824 року. Площа - 1225 км². Населення - 438 960 чол. (2007). Адміністративний центр - місто Сонсонате. Місто було другою столицею Сполучених Провінцій Центральної Америки в 1834 році.

## Населення
Департамент залишається центром культури індіанського народу піпіль, однак лише деякі піпіль в даний час розмовляють мовою науатль та зберігають традиційну культуру - вони живуть в основному в південно-західних горах біля кордону з Гватемалою.

## Економіка
Завдяки надзвичайно родючому вулканічному ґрунту і досить вологого клімату основу економіки департаменту становить сільське господарство. На його території культивується кава, бавовна, цукор, фрукти та інші культури. Також процвітає кустарне виробництво предметів побутового вжитку.

## Муніципалітети
1. Акахутла
2. Арменія
3. Ісалько
4. Калуко
5. Кіснауат
6. Науїсалко
7. Наулінго
8. Салкоатитан
9. Сан-Антоніо-дель-Монте
10. Сан-Хуліан
11. Санта-Ісабель-Ішуатан
12. Санта-Катарина-Мезехует
13. Санто-Домінго-де-Гузман
14. Сонсакате
15. Сонсонате
16. Хуахуа

## Галерея

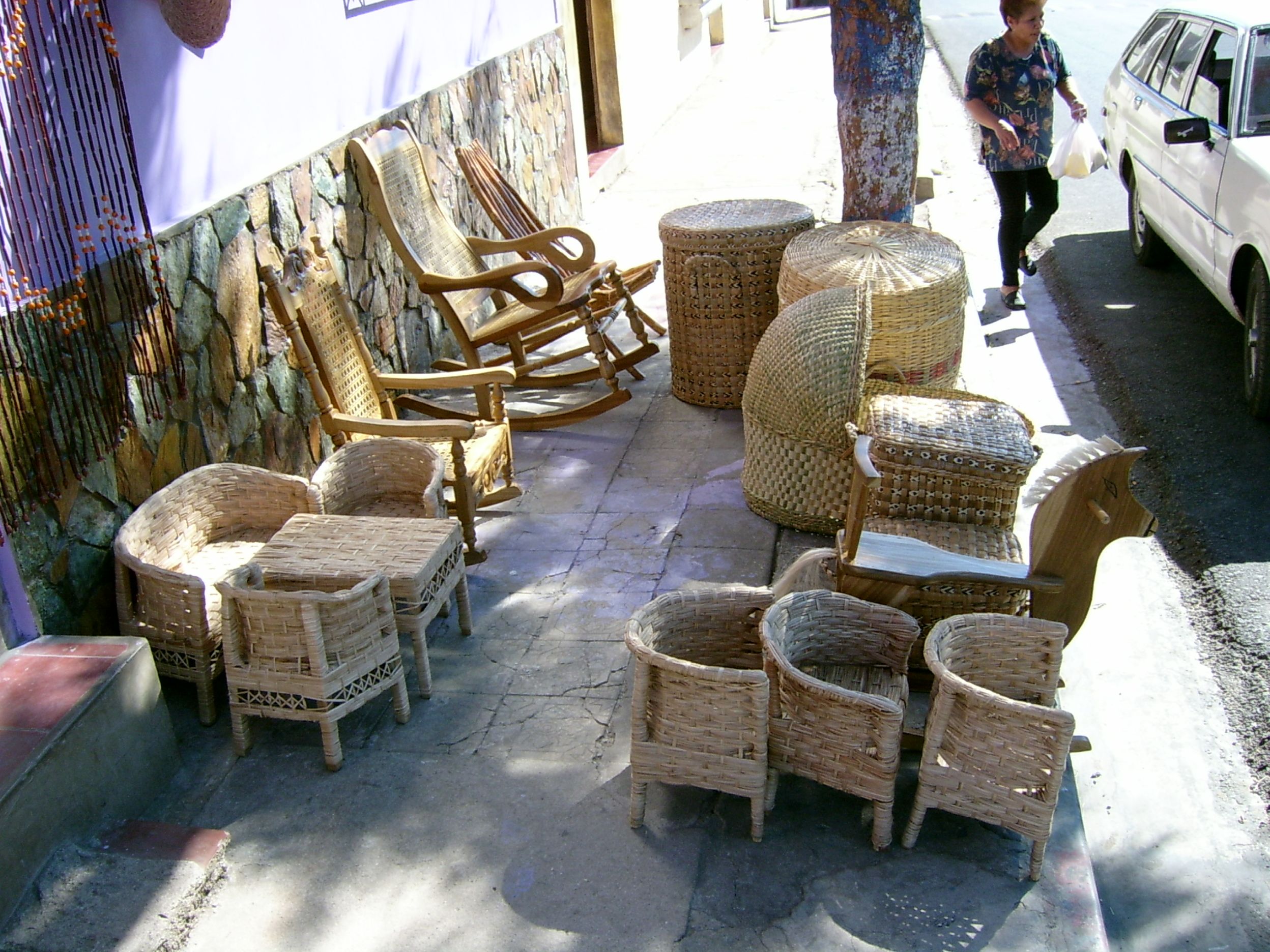
Торгівля плетеними меблями на вулиці Науїсалко